# Юшманов, Евгений Евгеньевич
Евгений Евгеньевич Юшманов (1932—2008) — российский физик-ядерщик, доктор физико-математических наук, лауреат Государственной премии СССР в области науки и техники (1970).

## Биография
Родился 19 сентября 1932 года в Свердловске в семье химиков (отец — доктор наук, заместитель директора Уральского химического института, погиб на фронте в августе 1941 г., мать — кандидат наук).
Окончил Физфак МГУ, и до последних дней жизни работал в Курчатовском институте.
В 1950-е гг. участвовал в создании управляемого термоядерного реактора. В 1963 г. защитил кандидатскую диссертацию.
В начале 1960-х гг. — соавтор экспериментов по физике плазмы, в результате которых появился термин «потенциал Юшманова».
Лауреат Государственной премии СССР в области науки и техники (1970, в составе коллектива) — за исследование неустойчивости высокотемпературной плазмы в магнитном поле и создание метода её стабилизации «магнитной ямой».
Соавтор научного открытия «Явление дрейфово-конусной неустойчивости горячей плазмы», зарегистрированного в 1986 г.
Доктор физико-математических наук (1975). Докторская диссертация:
- Исследование кинетических неустойчивостей плазмы в зеркальной ловушке с «магнитной ямой» : диссертация … доктора физико-математических наук : 01.04.08. — Москва, 1974. — 142 с. : ил.

Турист-водник и организатор водного туризма, мастер спорта СССР (1962). Под его руководством разработана классификация водных спортивных маршрутов по категориям сложности.
Погиб под колесами автомобиля 31 декабря 2008 года, возвращаясь домой из леса, где с друзьями у костра провожал старый год. Похоронен на Перепечинском кладбище Солнечногорского района Московской области.